# Центр космічних досліджень та зв'язку
49°51′24″ пн. ш. 24°55′32″ сх. д. / 49.856689° пн. ш. 24.925661° сх. д.
Центр космічних досліджень та зв'язку (ЦКДЗ) Національного центру управління та випробувань космічних засобів (НЦУВКЗ) Державного космічного агентства України

## Історія

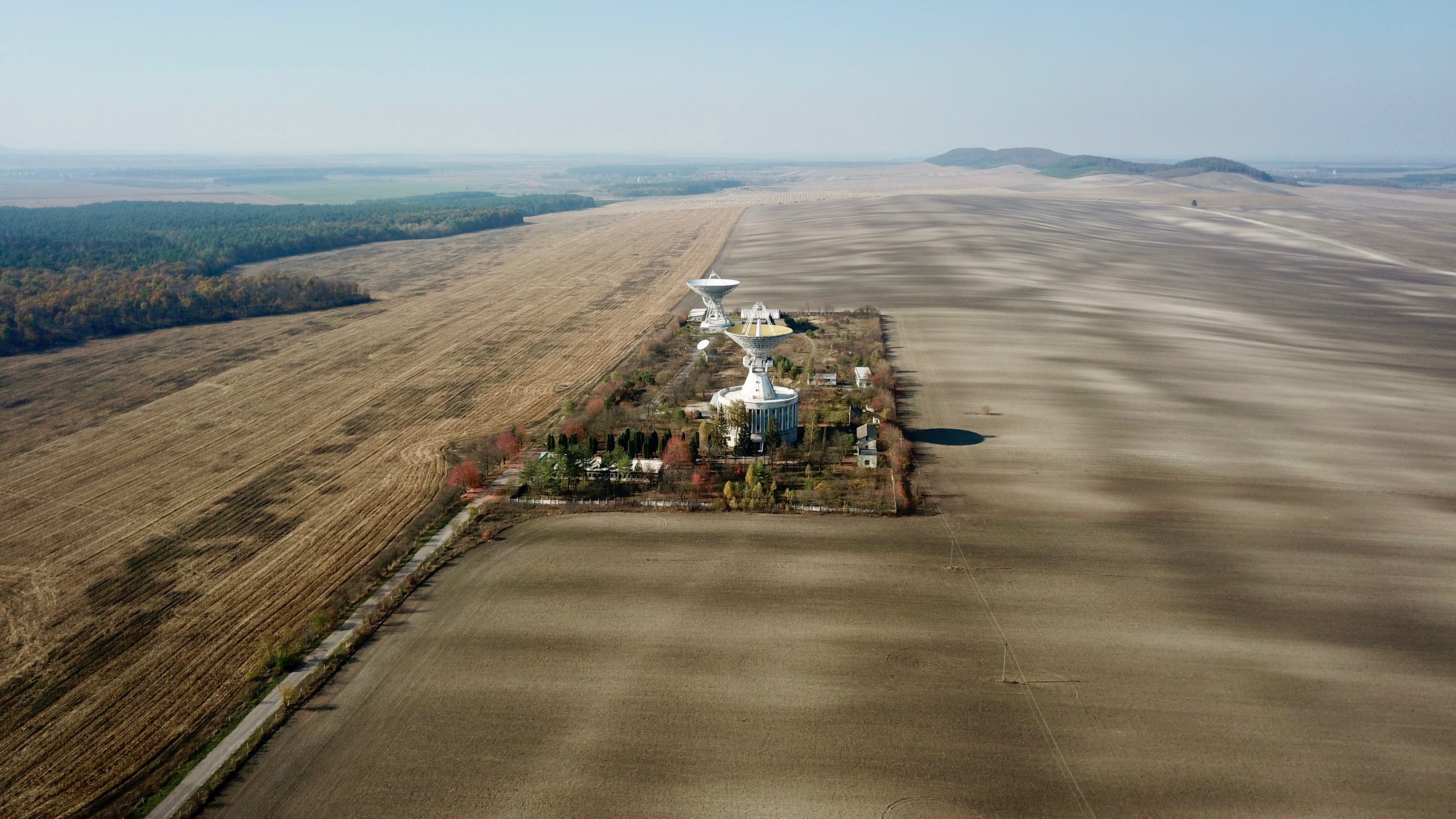
Вид на Центр космічного зв'язку

Центр заснований в 1974 році з метою організації прямих урядових каналів зв'язку та міжнародних телекомунікацій використовуючи космічні апарати міжнародної системи «Інтелсат» у рамках програми міжнародного співробітництва «Союз-Аполлон».
Починаючи з 1975 року Центр космічного зв'язку, розташований в полях між селами Сасів та Єлиховичі Золочівського району Львівської області, забезпечував роботу міжнародних каналів зв'язку та телебачення СРСР, Польщі, Угорщини, Чехословаччини, Східної Німеччини та інших країн.
Після розпаду СРСР Центр космічного зв'язку став практично єдиним засобом для організації каналів зв'язку України із зовнішнім світом. Через Центр  організовувались прямі канали зв'язку на США, Канаду, Японію, Індію, Китай, Англію, Німеччину, Францію, Італію та інші країни світу.
У 1992–1993 роках обладнання станцій ЦКЗ було модернізовано. Це дало змогу забезпечити роботу повністю в цифровому стандарті.
До 2017 року на правах цеху належав до Львівської філії Концерну радіомовлення, радіозв'язку та телебачення.
23 жовтня 2017 року переданий до Національного центру управління та випробувань космічних засобів [Архівовано 1 січня 2021 у Wayback Machine.], засновано Центр космічних досліджень та зв'язку Національного центру управління та випробувань космічних засобів. 
28 вересня 2019 року ЦКДЗ відправив «Промінь мрій» до планетарної системи TRAPPIST-1 в рамках спільного з 1+1 медіа проекту «Здійсни мрію», розробку спеціального програмного забезпечення та науковий супровід здійснював персонал Центру космічних досліджень та зв'язку та Центру прийому спеціальної інформації та контролю навігаційного поля НЦУВКЗ.
3-5 жовтня 2019 року проведено перший International Workshop “RT-32 ZOLOCHIV: FIRST RESULTS, EU COLLABORATION, RADIO ASTRONOMY FRONTIERS [Архівовано 28 листопада 2020 у Wayback Machine.], на якому були присутні провідні європейські та українські науковці в галузі радіоастрономії та РНДБ-локації. 
Національний центр управління та випробувань космічних засобів, Науково-виробниче підприємствотво «Сатурн» (м. Київ), кафедра Приладів і контрольно-вимірювальних систем Тернопільського національного технічного університету імені Івана Пулюя, Радіоастрономічний інститут НАН України (м. Харків) модернізують засоби ЦКДЗ. 
У січні 2020 у Центрі космічних досліджень і зв'язку завершено перший етап модернізації - відбувається процес дослідної експлуатації модернізованої 32-метрової антени MARK-4B (в рамках створення РТ-32). У планах до кінця 2020 року завершити тестування 32-метрової антени.
Повне завершення всіх робіт створення радіотелескопу планується у 2023 році. Радіотелескоп РТ-32 буде сумісним з засобами РНДБ-мережі США (VLBA) та Європи (EVN)
У 2021 році має стартувати модернізація 25-метрової антени. Є плани створити на основі КТНА-200 радари та станцію дослідження космічного сміття, використовувати цю антену у дальніх космічних місіях.
В серпні 2020 вперше в історії незалежної України фахівцями НЦУВКЗ [Архівовано 1 січня 2021 у Wayback Machine.] спільно з науковцями Радіоастрономічного інституту НАН України проведено дослідження молекулярних мазерів з використанням широкосмугового українського радіотелескопу нового покоління РТ-32 Центру космічних досліджень та зв’язку Національного центру управління та випробувань космічних засобів. В умовах реальних радіоастрономічних спостережень та реєстрації проведено одночасне дводіапазонне дослідження спектральних ліній метанольних СН3ОН, гідроксильних ОН та водяних мазерів Н2О, які випромінюються в молекулярній хмарі W3(OH). 
Спектральні мазерні лінії є майже єдиним джерелом інформації, який дозволяє вивчати процеси, що протікають всередині газопилових хмар в місцях зореутворення. Вивчення органічної та неорганічної речовини, яка утворюється в космічному просторі ще до формування зірок, дозволить наблизитись до розуміння глибинних механізмів виникнення живої матерії.
Отримані результати досліджень найшли широке схвалення представників Європейської РНДБ-мережі (European VLBI Network, EVN).
Восени 2020 року проведено початкові EVN випробування РТ-32, в рамках чергової сесії спостережень European VLBI Network.
Проте, вже з цього часу офіційно вважається, що широкосмуговий український радіотелескоп нового покоління РТ-32 приєднався до переліку світових радіотелескопів, які здатні досліджувати спектри молекулярних мазерів.

## Технічний потенціал
Антенні системи:
КТНА-200 - діаметр 25 м, розроблена та виготовлена у СРСР. Поставлена у середині 70-х років минулого століття у рамках програми міжнародного співробітництва «Союз—Аполлон». Але найперше завдання - мати прямий урядовий канал зв’язку між Москвою та Вашингтоном, а вже потім здійснювати міжнародні телекомунікації через супутники системи «Інтелсат».
РТ-32 - діаметр 32 м, є радіотелескопом з антенною системою MARK-4B BWG типу, розробленою у 80-х роках минулого століття японською фірмою NEC, одна з шести встановлених у світі. Побудована у Японії, у 1986 році на місці її склали радянські спеціалісти.  Першочерговим завданням антени був зв’язок у південно-східному напрямку – Індія, Китай і так далі.. 